# El Calvario, Ixtacomitán
El Calvario är en ort i Mexiko.   Den ligger i kommunen Ixtacomitán och delstaten Chiapas, i den sydöstra delen av landet, 700 km öster om huvudstaden Mexico City. El Calvario ligger 457 meter över havet och antalet invånare är 139.
Terrängen runt El Calvario är huvudsakligen kuperad, men söderut är den bergig. Runt El Calvario är det ganska tätbefolkat, med 54 invånare per kvadratkilometer. Närmaste större samhälle är Teapa, 15,7 km nordost om El Calvario. I omgivningarna runt El Calvario växer i huvudsak städsegrön lövskog.